# شهربانو موسوی
شهربانو موسوی (زاده ۱۳۳۹ در شیراز) بازیگر سینما و تلویزیون ایران است.

## نقش‌آفرینی
وی با سریال‌های طنز جایزه بزرگ و متهم گریخت بین عموم مردم به شهرت رسید.

## فیلم‌شناسی

### فیلم‌های سینمایی
| نام فیلم       | سال  | کارگردان           |
| -------------- | ---- | ------------------ |
| مستطیل قرمز    | ۱۳۹۵ | حسن و حسین سجادپور |
| عشق فیلم       | ۱۳۸۱ | ابراهیم وحیدزاده   |
| خوابگاه دختران | ۱۳۸۲ | محمدحسین لطیفی     |
| خروس جنگی      | ۱۳۸۶ | مسعود اطیابی       |
| آقای دوپهلو    | ۱۳۸۹ | محسن منشی زاده     |
| اخراجی‌ها ۳     | ۱۳۸۹ | مسعود ده نمکی      |
| خواب زده‌ها     | ۱۳۹۲ | فریدون جیرانی      |

### مجموعه تلویزیونی
- ۱۳۸۲ وارث (کاظم بلوچی)
- ۱۳۸۳ جایزه بزرگ (مهران مدیری)
- ۱۳۸۴ متهم گریخت (رضا عطاران)
- ۱۳۸۵ ماجراهای جمال و کمال (مجید کریمی)
- ۱۳۸۷ بزرگ‌مرد کوچک (مسعود رسام)
- ۱۳۸۷ روز حسرت (سیروس مقدم)
- ۱۳۸۷ یوسف پیامبر (فرج‌الله سلحشور)
- ۱۳۸۸ رستگاران (سیروس مقدم)
- ۱۳۸۹ راه در رو (سعید آقاخانی)
- ۱۳۹۰ چشم و چراغ (مهدی قاسمی)
- ۱۳۹۲ مادرانه (جواد افشار)
- ۱۳۹۴ کیمیا (جواد افشار)
- ۱۳۹۴ قرعه (برزو نیک‌نژاد)
- ۱۳۹۵ آرام می‌گیریم (روح‌الله سهرابی)
- ۱۳۹۶ مرز خوشبختی (حسین سهیلی‌زاده)
- ۱۳۹۶ آرماندو (احسان عبدی پور)
- ۱۳۹۸ حکایت‌های کمال (قدرت‌الله صلح میرزایی)